# Rustam Charipov
Rustam Charipov (Dusambé; 2 de junio de 1971) es un gimnasta artístico ucraniano de origen tayiko, especialista en la prueba de barras paralelas, con la que ha logrado ser campeón olímpico en 1996 y campeón del mundo también en 1996.

## Carrera deportiva
En los JJ. OO. de Barcelona 1992, representando al Equipo Unificado —ya que aun no existía la federación deportiva ucraniana—, ganó el oro en el concurso por equipos, por delante de China y Japón, siendo sus compañeros de equipo: Valery Belenky, Ihor Korobchynskyi, Grigory Misutin, Vitaly Scherbo y Alexei Voropaev.
En el Mundial de Brisbane 1994 gana la plata en barras paralelas, tras el chino Huang Liping.
En el Mundial celebrado en San Juan (Puerto Rico) en 1996 gana el oro en barras paralelas. Poco después en Olimpiadas de Atlanta vuelve a ganar el oro en paralelas, y además el bronce en la competición por equipos, tras China y Rusia, siendo sus compañeros de equipo en esta ocasión: Ihor Korobchynskyi, Oleg Kosiak, Grigory Misutin, Vladimir Shamenko, Olexander Svitlichni y Yuri Yermakov. 